# Palas Atena (Rembrandt)

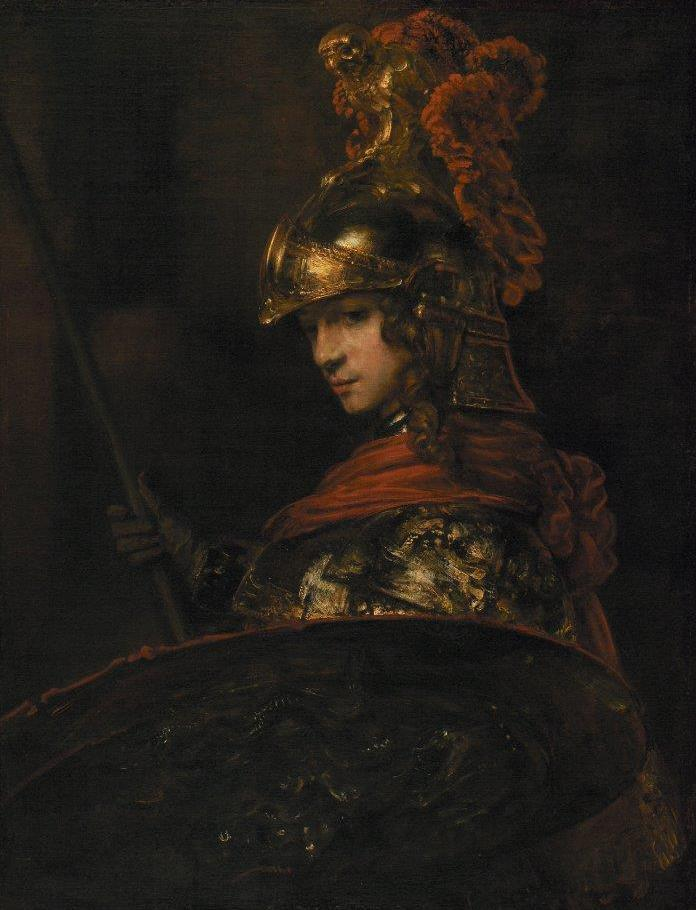
Pallas Athena (c. 1657) de Rembrandt

Palas Atena ou Palas Atená (em grego: Παλλάς Αθηνά) é um óleo-à-tela de Rembrandt, o mestre da pintura holandesa da Idade de Ouro do século XVII, finalizada por volta de 1657. Acha-se exposta na coleção permanente do Museu Calouste Gulbenkian, em Lisboa.
O assunto de representação é a deusa Atena da mitologia grega. Porém, como toda grande e afamada obra de arte, já lhe foram atribuídas as mais diversas teorias: da deusa romana Minerva ao imperador do mundo Alexandre, o Grande.
Sabe-se que pertenceu à czar russa Catarina II, antes de chegar às mãos do magnata arménio Calouste Gulbenkian no século XX, passando a fazer parte da sua coleção pessoal de arte, hoje exposta no museu que leva seu nome, que ainda contém obras de outros grandes nomes como Rubens, Monet, Renoir, Manet, Turner and Rodin.

## A obra e a sua história
Rembrandt retrata um torso da deusa Atena armado, partindo dum ângulo lateral. Atena porta uma armadura de ouro e usa um capacete de estilo grego decorado com plumas vermelhas na parte cimeira. Cabelos longos e ondulados caem do capacete aos ombros, um xaile vermelho é envolto com caimento do pescoço ao ombro que não aparece na efígie. Um grande escudo encíclico é sustido à mão sestra e uma hasta é arrimada à mão destra enluvada. Rembrandt deu à sua Palas Atenas mais um atributo bem caraterístico o qual nos indica que ele estava mesmo a retrata-la, e não a Alexandre: o capacete é decorado à cúpula pelo ícone duma coruja, um dos símbolos máximos de Atena. A parte inferior e esquerda da tela são cortadas pela moldura do quadro exposto no Museu Gulbenkian .
Como fonte iconográfica de Rebrandt, costuma ser apontada a influência de uma série de gravuras intitulada The Greek Gods publicada nos Países Baixos 1646. Foi baseado em desenhos originais do pintor de armários Adam Elsheimer, entre os quais uma pintura de Minerva.
Geralmente é datado por volta de 1655 ou 1657, enquanto alguns pesquisadores acreditam que seja mesmo do final da década de 1650.
A coleção de Baudouin, incluindo esta obra, foi vendida para Catarina, a Grande, da Rússia, em 1780 ou 1781. A pintura foi então transferida para o Museu Hermitage em São Petersburgo . Em 1930, o empresário arménio Caloust Gulbenkian em Paris adquiriu a obra através da Antikvariat, uma venda e troca de arte adquirida nos museus do país no âmbito do Ministério da Indústria e Comércio Soviético . Em 1942 Gulbenkian emigrou para Portugal para evitar a Segunda Guerra Mundial e morreu em Lisboa em 1955. Posteriormente, foi depositado no Museu Calouste Gulbenkian com a criação do mesmo museu

## Atribuição e Interpretação

Autorretrato de Rembrandt (1659)

O assunto deste trabalho nem sempre foi ponto pacífico de ser considerado o retrato de Atena, tendo sido objeto de grande debate  . Por exemplo, um historiador da arte do século XIX, supôs que era uma representação de um guerreiro no estilo de Alexandre, o Grande . No início do século XX, Andrey Ivanovich Somov foi um dos primeira a apontar que a pintura se tratava mesmo de Pallas Athena , enquanto Wilhelm Valentiner atribuiu-na a Marte, o deus romano da guerra. Além disso, na segunda metade do século XX ainda voltaram a surgir defesas da hipótese de ser Alexandre, o Grande, uma teoria repetidamente afirmada por críticos de arte nas décadas de 1960 e 1970.
Alexandre Magno, de Rembrandt, uma obra por vezes ainda considerada perdida, apareceu pela primeira vez em Aristoteles Contemplating the Bust of Homer (Aristoteles bij de buste van Homerus), do Metropolitan Museum of Art. Foi pintado para o aristocrata siciliano Antonio Ruffo, juntamente com Homero Dictating Poetry, de Mauritshuis. Uma obra semelhante sobre o mesmo assunto, Homem de Armadura, existe na Kelvingrove Art Gallery and Museum em Glasgow, mas registros indicam que Ruffo não ficou satisfeito com seu primeiro trabalho, e que Rembrandt  ter-lhe-ia enviado um trabalho no mesmo assunto novamente, e foi pensado que estas duas obras correspondiam a isso. Além disso, as moedas gregas antigas frequentemente tinham Alexandre e Atena gravados na frente e atrás, e desde a Renascença os dois foram confundidos, resultando na aparência de Alexandre na forma de Atena.
No entanto, há uma importante objeção a essa teoria de que esta obra seria o segundo quadro entregue a Ruffo: enquanto Alexandre, o Grande, propriedade de Ruffo, ainda estava na coleção de Ruffo em Messina no ano de 1783 , a presente obra foi exibida em Paris em 1780. Por pertencer a uma coleção particular, ficando negada destarte a teoria de que era uma das pinturas do imperador Alexandre entregue Ruffo.
Por outro lado, a evidência da representação de Atena inclui o fato de que ela usa um elmo decorado com uma coruja e tem um escudo em volta do pescoço da Medusa.   A gravura de Pallas Athena no desfile de casamento de Henriette Katarina van Nassau e Johann Georg II, Príncipe de Anhalt-Dessau em 1659 é semelhante em pose e figurino a este trabalho. A deusa foi interpretada pelo filho de Rembrandt, levando à hipótese de que Rembrandt baseou a pintura na aparência de Titus quando ela apareceu no desfile. Titus pode ter posado como um modelo.
Uma hipótese recente é que a pintura pode representar a Venus en Amor do Louvre (década de 1660), Juno (início da década de 1660) e esta Athena.Alguns dizem que era uma trilogia. As três obras provavelmente foram encomendadas a Rembrandt pelo negociante de arte Herman Becker (c. 1617–1678) .

## Autoria
O tema desta obra, assim como sua data e origem, tem sido portanto objeto de polêmica entre os estudiosos. A autoria da pintura a Rembrandt, no entanto, é impossível de ser contestada. Em 2006, Ernst van de Wetelink apresentou a teoria de que Rembrandt a produziu com a ajuda de assistentes do seu ateliê, uma visão que achou grande consenso no meio da história e da crítica de arte. Esta possibilidade é corroborada por um exame cuidadoso do desenho subjacente, no qual se verifica a força expressiva das mãos do mestre holandês da pintura do século XVII.
Um bom exemplo do consenso formado entre especialistas no que se refere a sua autoria, é que O Instituto Holandês de História da Arte tem-na inserida junta a lista de obras originais pintadas por Rembrandt em seu ateliê.